# Sportgemeinschaft Essen-Schönebeck 19/68
Lo Sportgemeinschaft Essen-Schönebeck 19/68, meglio conosciuto come SGS Essen 19/68 o semplicemente SGS Essen, è una società calcistica femminile professionistica tedesca con sede a Essen, città extracircondariale della Renania Settentrionale-Vestfalia. Fondata nel 2000, dalla stagione 2004-2005 milita ininterrottamente in Frauen-Bundesliga, massima serie del campionato tedesco.
I migliori risultati ottenuti sono il 4º posto in Bundesliga, conquistato nelle stagioni 2018-2019 e 2023-2024, e il 2º posto nelle edizioni 2013-2014 e 2019-2020 della DFB-Pokal der Frauen, la Coppa di lega femminile della Germania, perse rispettivamente in finale per 3-0 contro l'1. FFC Francoforte e sei anni più tardi con il Wolfsburg ai calci di rigore.

## Palmarès
- Campionato tedesco femminile di terza divisione: 1

2003-2004

## Organico

### Rosa 2024-2025
Rosa, ruoli e numeri di maglia come da sito ufficiale, integrati dal sito della Federcalcio tedesca, aggiornati al 22 febbraio 2025.
| N. |                     | Ruolo | Calciatrice        |
| -- | ------------------- | ----- | ------------------ |
| 1  | Germania (bandiera) | P     | Sophia Winkler     |
| 2  | Germania (bandiera) | C     | Julie Terlinden    |
| 3  | Germania (bandiera) | D     | Mailin Tenhagen    |
| 5  | Germania (bandiera) | D     | Paula Flach        |
| 6  | Germania (bandiera) | C     | Jette ter Horst    |
| 7  | Austria (bandiera)  | C     | Lilli Purtscheller |
| 8  | Germania (bandiera) | D     | Vanessa Fürst      |
| 9  | Germania (bandiera) | A     | Ramona Maier       |
| 10 | Germania (bandiera) | C     | Natasha Kowalski   |
| 11 | Germania (bandiera) | A     | Laureta Elmazi     |
| 13 | Germania (bandiera) | A     | Maike Berentzen    |
| 14 | Germania (bandiera) | C     | Emely Joester      |
| 15 | Germania (bandiera) | D     | Laura Pucks        |
| 16 | Germania (bandiera) | D     | Jacqueline Meißner |

| N. |                     | Ruolo | Calciatrice        |
| -- | ------------------- | ----- | ------------------ |
| 17 | Germania (bandiera) | A     | Annalena Rieke     |
| 18 | Germania (bandiera) | D     | Lena Ostermeier    |
| 19 | Germania (bandiera) | D     | Beke Sterner       |
| 20 | Germania (bandiera) | A     | Leonie Köpp        |
| 21 | Germania (bandiera) | C     | Anja Pfluger       |
| 22 | Germania (bandiera) | A     | Felicitas Kockmann |
| 23 | Germania (bandiera) | C     | Julia Debitzki     |
| 24 | Germania (bandiera) | P     | Pia Lucassen       |
| 25 | Germania (bandiera) | C     | Paulina Platner    |
| 26 | Germania (bandiera) | D     | Lany Mia Bäcker    |
| 27 | Germania (bandiera) | P     | Aline Allmann      |
| 28 | Germania (bandiera) | A     | Kassandra Potsi    |
| 31 | Germania (bandiera) | P     | Kim Sindermann     |

### Staff tecnico
- Allenatore: Markus Högner
- Allenatore in seconda: Kirsten Schlosser
- Allenatore in seconda: Petja Kaslack
- Allenatore dei portieri: Jörg Vesper